# نشان جمهوری شوروی سوسیالیستی ارمنستان
نشان جمهوری شوروی سوسیالیستی ارمنستان از طرح اولیه‌ای که توسط ماردیروس ساریان، نقاش مشهور ارمنی، تهیه شده بود الهام گرفته و در سال ۱۹۳۷ توسط دولت جمهوری شوروی سوسیالیستی ارمنستان به تصویب رسید.

## توضیحات
این نشان شامل کوه آرارات است که به عنوان نماد ملی ارمنستان شناخته می‌شود. انگورهای سفید که در زیر آرارات دیده می‌شوند، اشاره به روایت سنتی کتاب مقدس دربارهٔ اولین تاکستانی دارند که نوح پس از فرود از کشتی خود به عنوان نماد تولد دوباره بشریت کاشت. حاشیه داخلی در اطراف انگورها شامل گندم است که نماد زمین و منابع طبیعی ارمنستان است. در بالای کوه آرارات، داس و چکش به همراه ستاره سرخ قرار دارد. در حاشیه بیرونی نشان، عبارت «جمهوری شوروی سوسیالیستی ارمنستان» به زبان زبان ارمنی (Հայկական Սովետական Սոցիալիստական Հանրապետություն Haykakan Sovetakan Sots’ialistakan Hanrapetut’yun) و در مرکز حاشیه بیرونی، شعار «کارگران جهان متحد شوید!» به دو زبان ارمنی (Պրոլետարներ բոլոր երկրների, միացե՜ք Proletarner bolor yerkrneri, miats’ek’!) و روسی (Пролетарии всех стран, соединяйтесь! Proletarii vsekh stran, soyedinyaytes′!) نوشته شده است.
وجود کوه آرارات اعتراض ترکیه را برانگیخت زیرا این کوه بخشی از قلمرو آن کشور است. کرملین در پاسخ گفت که اگرچه نماد ترکیه هلال است، اما به این معنی نیست که ادعای مالکیت ماه را دارند.
این نشان در سال ۱۹۹۲ با نشان ملی ارمنستان جایگزین شد که تا حدودی طرح شوروی را حفظ کرده است.

## تاریخچه

### اولین بازنگری
قانون اساسی جمهوری شوروی سوسیالیستی ارمنستان که در اولین کنگره شوراهای ارمنستان در ۲ فوریه ۱۹۲۲ تصویب شد، توصیف نشان جمهوری شوروی سوسیالیستی ارمنستان را تأیید کرد. این نشان شامل تصویری از رشته‌کوه‌های ماسیس بزرگ و کوچک (آرارات) بود که بر فراز آن، در پرتوهای خورشید در حال طلوع، داس و چکش دیده می‌شد و در پایین آن، بوته‌ای از انگور با تاک‌ها و برگ‌ها، خوشه‌های گندم و شاخه‌های زیتون قرار داشت. در اطراف نشان، بر حاشیه‌ها عباراتی به زبان ارمنی نوشته شده بود: «جمهوری شوروی سوسیالیستی ارمنستان» و «پرولتاریاهای همه کشورها، متحد شوید!»
نام جمهوری در نشان سال ۱۹۲۲ به زبان ارمنی به صورت «Hayastani Socialist Khordhayin Hanrapetutiun» (جمهوری شوروی سوسیالیستی ارمنستان) خوانده می‌شد.
تصویر این نشان توسط ماردیروس ساریان و هاکوپ کوجویان طراحی شد.
بر روی اسکناس‌های جمهوری شوروی سوسیالیستی ارمنستان در سال ۱۹۲۲، نسخه‌ای از این نشان به تصویر کشیده شده بود. اختصار نام جمهوری در بخش بالایی نشان، در پرتوهای خورشید قرار داشت و در زیر پس‌زمینه کوه‌ها داس و چکش دیده می‌شد. در اسکناس‌های ۵٫۰۰۰٫۰۰۰ روبلی همان سال ۱۹۲۲، تصویری از نشان گرد استفاده شد که در آن داس و چکش بالای کوه‌ها قرار داشتند.
بازنگری دیگری در نشان در قانون اساسی جمهوری شوروی سوسیالیستی ارمنستان که در ۲۶ مه ۱۹۲۶ ایجاد و در ۳ آوریل ۱۹۲۷ توسط پنجمین کنگره شوراهای شوروی تصویب شد، مشاهده می‌شود. توصیف این نشان چنین است:
نشان دولتی جمهوری شوروی سوسیالیستی ارمنستان شامل تصاویری از ماسیس بزرگ و کوچک است که در زیر آن‌ها، در پرتوهای خورشید در حال طلوع، یک داس و چکش قرار دارد که به‌صورت صلیبی با دسته‌های نزدیک به هم قرار گرفته‌اند. در پای آن‌ها بوته‌ای از تاک انگور با شاخه‌ها و برگ‌ها، خوشه‌های گندم و کمی بالاتر شاخه‌های زیتون دیده می‌شود. در حاشیه نشان، نوشته «جمهوری شوروی سوسیالیستی ارمنستان» و «کارگران همه کشورها، متحد شوید!» وجود دارد.— قانون اساسی جمهوری شوروی سوسیالیستی ارمنستان (۱۹۲۶)، فصل ۱۰۵

### دومین بازنگری
در سال ۱۹۲۷، ترتیب کلمات در نام جمهوری تغییر کرد. عبارت «جمهوری شوروی سوسیالیستی ارمنستان» با «جمهوری سوسیالیستی شوروی ارمنستان» جایگزین شد.

### سومین بازنگری

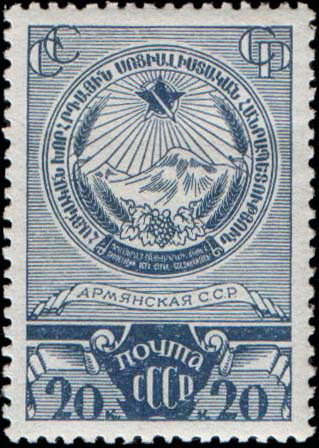
نشان جمهوری شوروی سوسیالیستی ارمنستان بر روی تمبر سال ۱۹۳۷

کنگره فوق‌العاده نهم شوراهای جمهوری شوروی سوسیالیستی ارمنستان در ۲۳ مارس ۱۹۳۷ قانون اساسی جدیدی را تصویب کرد. نشان تغییر یافت: تاج زیتون با خوشه‌های گندم جایگزین شد، دیسک خورشید در حال طلوع و پرتوهای آن حذف شدند، داس و چکش با ستاره پنج‌پر روشن شدند و عبارت «جمهوری شوروی سوسیالیستی ارمنستان» (Hayastani Socialist Khordhayin Hanrapetutiun, HSKH در ارمنی) و «کارگران همه کشورها، متحد شوید!» (به زبان‌های ارمنی و روسی) اضافه شد.

### چهارمین بازنگری
فرمان هیئت رئیسه شورای عالی جمهوری شوروی سوسیالیستی ارمنستان در ۶ سپتامبر ۱۹۴۰، ترجمه جدیدی از کلمه «کشورها» به زبان ارمنی در شعار نشان ارائه داد و در ۲۹ مارس ۱۹۴۱ طراحی نشان با نسخه جدید شعار تصویب شد.
در نشان، کلمات ارمنی «شوروی» و «جمهوری» تغییر یافتند. نسخه جدید نام جمهوری به زبان ارمنی چنین بود: «Haykakan Sovetakan Sotsialistakan Respublika (HSSR)».

### پنجمین بازنگری
از سال ۱۹۶۶، کلمه «جمهوری» دوباره به زبان قدیمی ترجمه شد و تا پایان جمهوری شوروی سوسیالیستی ارمنستان به همین صورت باقی ماند. برای اولین بار جمهوری ارمنستان دارای نوشته «Haykakan Sovetakan Socialistan Hanrapetutiun (HSSH)» بر روی نشان بود.
ماده ۱۲۰ قانون اساسی جمهوری شوروی سوسیالیستی ارمنستان نشان جمهوری را به شرح زیر توصیف می‌کند:
نشان دولتی جمهوری شوروی سوسیالیستی ارمنستان شامل تصویر ماسیس بزرگ و کوچک، یک داس و چکش در بالای ستاره پنج‌پر احاطه‌شده با پرتوها، در پای کوه‌ها بوته‌ای از تاک انگور با شاخه‌ها و برگ‌ها، خوشه‌های گندم در سمت راست و چپ است.
در پایین، بر روی پس‌زمینه‌ای قرمز، نوشته‌ای به زبان ارمنی و روسی: «پرولتاریاهای همه کشورها، متحد شوید!»
در قانون اساسی سال ۱۹۷۷ مشخص شد که پرتوهای موجود در نشان ملی، پرتوهای خورشید هستند.